# أوغوستا هولمز
أوغوستا هولمز (بالفرنسية: Augusta Holmès) (و. 1847 – 1903 م) هي ملحنة، وعازفة بيانو، وشاعرة، وكاتِبة من فرنسا، والمملكة المتحدة لبريطانيا العظمى وأيرلندا، ولدت في باريس، تستخدم آلات بيانو، توفيت في باريس، عن عمر يناهز 56 عاماً، بسبب نوبة قلبية.

## روابط خارجية
- أوغوستا هولمز على موقع ميوزك برينز (الإنجليزية)
- أوغوستا هولمز على موقع أول ميوزيك (الإنجليزية)
- أوغوستا هولمز على موقع ديسكوغز (الإنجليزية)